# World Leaders Entertainment
La World Leaders Entertainment (prima chiamata Noodlesoup Productions) è una casa di produzione indipendente di animazione e di pubblicità con base a New York.

## Produzioni

### Intrattenimento
Le produzioni di intrattenimento più significative della World Leaders sono The Venture Bros. per la Adult Swim, Gotham Girls per la Warner Bros., Battle Pope per SpikeTV, Supernormal per CITV e Super Gliders per Kids' AOL.
Ha prodotto inoltre le sequenze animate di apertura dei film Il padre di mio figlio e Duplex - Un appartamento per tre  per la Miramax.

### Commerciali
Nel campo commerciale la World Leaders ha recentemente realizzato una campagna di otto spot animati per il Net10 della Tracfone in collaborazione con Droga5; questa campagna ha vinto nel 2008 l'oro al Cannes Lions International Advertising Festival, l'oro ai premi One Show e l'argento ai premi ANDY.
La World Leaders ha prodotto pubblicità per una serie di clienti come Microsoft, Choice Hotels, Amtrak, General Mills, Kohler, Heartgard, Cartoon Network e MTV in collaborazione con agenzie come Droga5, Saatchi & Saatchi, Arnold Worldwide, GSD&M, Euro RSCG, Strawberryfrog, Young & Rubicam e DraftFCB.

### Informatica
La World Leaders Entertainment ha inoltre creato applicazioni interattive e piccoli siti per i suoi clienti.